# Jens Adler
Jens Adler (ur. 25 kwietnia 1965 w Halle) – niemiecki piłkarz występujący na pozycji bramkarza. 

## Kariera klubowa
Adler treningi rozpoczął w 1974 roku w zespole Hallescher FC Chemie, a w sezonie 1983/1984 został włączony do jego pierwszej drużyny, grającej w pierwszej lidze NRD. Zadebiutował w niej 18 lutego 1984 w zremisowanym 0:0 meczu z Vorwärts Frankfurt. W debiutanckim sezonie spadł z klubem do drugiej ligi. W sezonie 1986/1987 awansował z nim jednak z powrotem do pierwszej. Od sezonu 1991/1992 występował z zespołem w rozgrywkach 2. Bundesligi, jednak spadł z nim wówczas do Oberligi. W Hallescher FC Adler grał do 1995 roku.
Następnie, w sezonie 1995/1996 występował w innej drużynie Oberligi - BSV Brandenburg. W 1996 roku został graczem Herthy BSC z 2. Bundesligi. W sezonie 1996/1997 zagrał w jej barwach dwa razy. W 1997 roku odszedł do VfL Halle 1896, grającego w Oberlidze. W sezonie 1998/1999 awansował z nim do Regionalligi, a w 2000 roku zakończył karierę.

## Kariera reprezentacyjna
W reprezentacji NRD Adler wystąpił jeden raz, 12 września 1990 w wygranym 2:0 towarzyskim meczu z Belgią.